# Isidoro de Antillón y Marzo
Isidoro de Antillón y Marzo (Santa Eulalia del Campo, Teruel, 15 de mayo de 1778-Santa Eulalia del Campo, 3 de julio de 1814) fue un político, jurisconsulto, geógrafo e historiador español. Fue un pionero en la defensa de la abolición de la esclavitud en España.

## Biografía
Inició sus estudio en Mora de Rubielos, pasando después por Teruel, Zaragoza y Valencia, donde quedó clara su precocidad intelectual.
Doctor en derecho y experto geógrafo, escribió en 1794 Descripción orográfica, política y física de Albarracin, que le valió un premio y la pertenencia a una academia de ciencias. En 1802 se decidió a formar un atlas completo de España. Con algo más de 23 años era ya catedrático de Geografía, Historia, Astronomía y Cronología del Real Seminario de Nobles en Madrid, tuvo que dejar esta plaza por la invasión francesa y pasó a la Junta de Defensa de Zaragoza cuando fue sitiada y se trasladó a Sevilla cuando cayó.
En 1809 estuvo encargado de la sección histórica del Semanario Patriótico, revista política fundada por Manuel José Quintana en 1808 para alentar la lucha contra los franceses y la revolución política. También la Gaceta del Gobierno en Sevilla, y La Aurora Patriótica Mallorquina en Mallorca. Fue individuo de mérito literario de las Reales Sociedades Aragonesa y Matritense y diputado en 1812 en las Cortes de Cádiz por el partido liberal. Se declaró en contra de la trata de africanos esclavizados.
Falleció el 3 de julio de 1814 a causa de una enfermedad, según consta en la partida de defunción. Fue enterrado en la capilla donde se hallaban sus antepasados, en el lado izquierdo del Altar Mayor de la Iglesia Parroquial de Santa Eulalia del Campo, pero sus restos mortales se arrojaron después a una hoguera y sus cenizas fueron esparcidas al viento en 1823 por una partida de realistas a las órdenes del cabecilla Tena.
Gran patriota que luchó por la libertad y la independencia, a él se debe la abolición de los castigos en la escuela y fue el primer español que disertó en la Academia de Derecho contra la esclavización de los negros. En la plaza que lleva su nombre de su localidad natal se levanta en su memoria un busto de Antillón en piedra. Una calle en Palma de Mallorca también lleva su nombre.
El 14 de febrero de 1849 la reina Isabel II creó el condado de Antillón a favor de su viuda, María Josefa Piles y Rubín de Celis (m. 12 de mayo de 1859), en atención a los servicios prestados por su difunto esposo. La hija de ambos, María del Carmen Antillón y Piles (16 de julio de 1811-11 de enero de 1881), heredó el título y fue la II condesa de Antillón.

## Obras

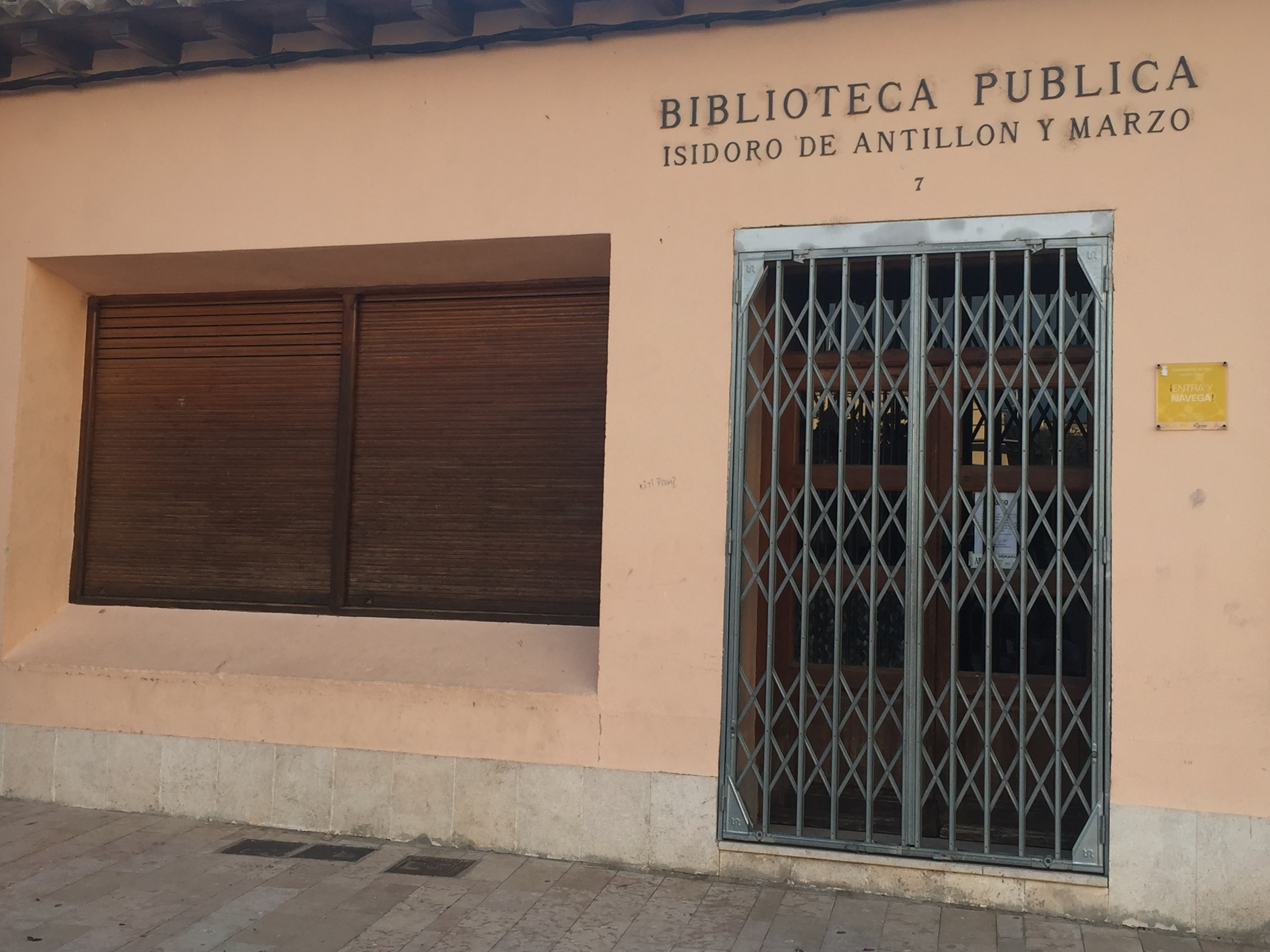
Biblioteca Isidoro de Antillón y Marzo en su pueblo natal Santa Eulalia del Campo

- Lecciones de geografía astronómica natural y política. Madrid, Imp. Real, 1804-1806; 2 v.:il.;18 cm  Tomo I, parte 1º Tomo I, parte 2º

- La geografia pintoresca, según los novísimos descubrimientos, tratados, balances comerciales, censos é investigaciones... / texto de la parte extranjera por Adriano Balbi, Malte-Brun, Eryes, Huot y Larenaudière, según sus geografias hasta 1843, revisadas ; texto de la parte española redactado en vista de las obras de Antillon, Miñano, Torrente, Verdejo, etc. y escritos de la Academia. Madrid : Libr. Razola, 1844; 2 v. (IV, 238 p., [56] h. de lám.; 258 p., [16] h. de lám.). : il. ; 27 cm.

- Disciplina eclesiástica nacional : observaciones sobre la autoridad del Papa y mudanzas en la Iglesia española : acerca de este punto de disciplana [sic] despues de la publicacion de las Partidas, con notas de los editores del Tribuno del pueblo español / [Y.M. de A.M.]. Palma : Imprenta de Miguel Domingo, 1813; [2], 18 p.;4º

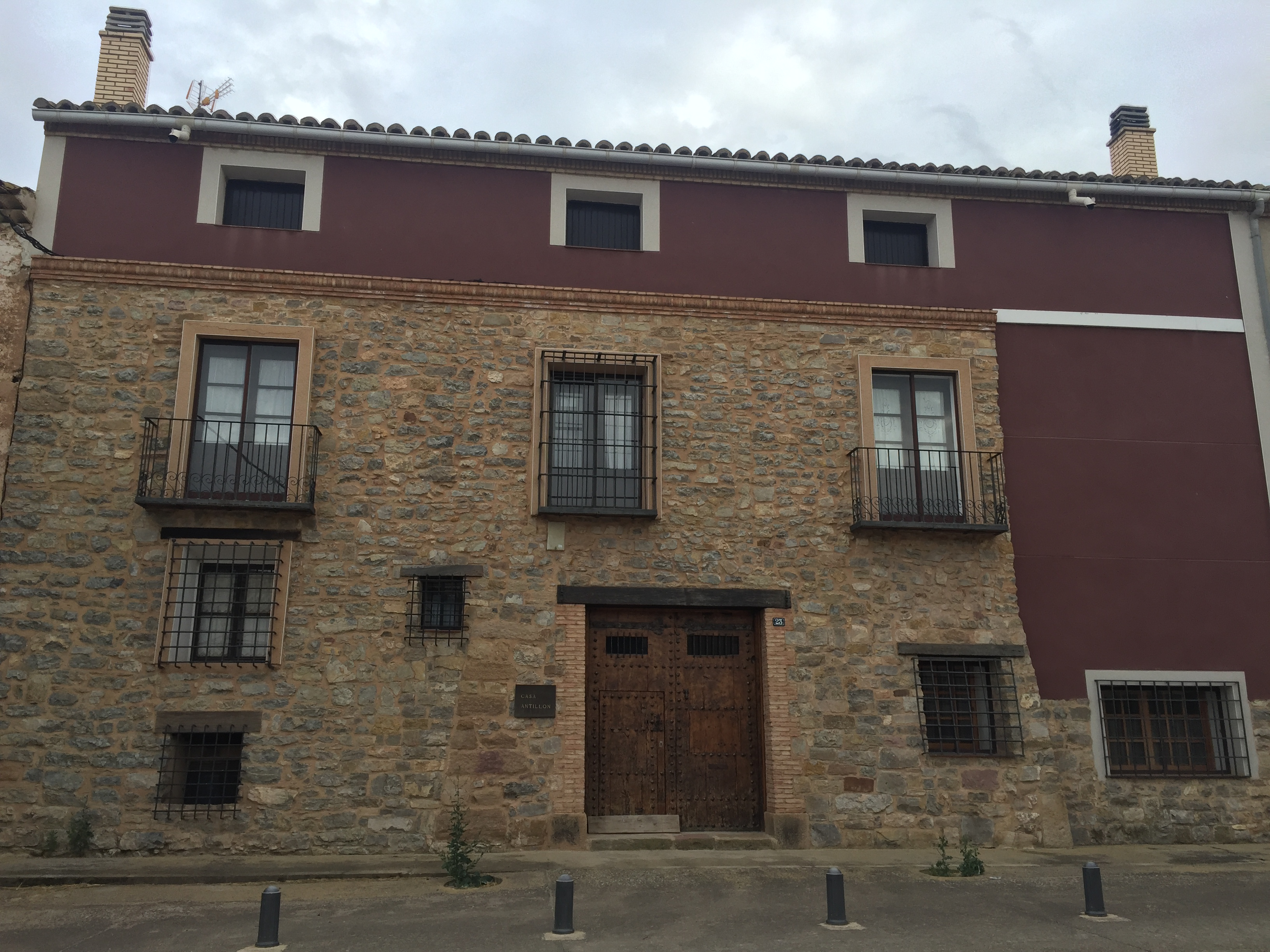
Casa natal Palacio de Isidoro de Antillón y Marzo en Santa Eulalia del Campo

- Carta esférica del Oceano Reunido y Gran Golfo de la India : con un análisis en que se manifiestan los fundamentos sobre que se ha construido / por isidoro de Antillón. Madrid, Imprenta Real, 1802; 30, [1] p., [1] map. pleg. ; 28 cm Texto completo

- Carta de la América Septentrional : desde su extremo N. hasta 10ª lat. : con un análisis en que se manifiestan los fundamentos sobre que se ha construido / por Isidoro de Antillón. Madrid : [s.n.], 1803:Imprenta Real; 52 p.;26 cm

- Cartas de un aragones residente en Mallorca a su amigo D. M. J. Q., establecido en Cádiz : sobre la necesidad de asegurar con leyes eficaces la libertad del ciudadano contra los atropellamientos de las fuerzas armadas / Isidoro de Antillón. Mallorca : [s.n.], 1811:Imp. de Miguel Domingo; 8 p.;20 cm

- Colección de documentos inéditos pertenecientes a la historia política de nuestra revolución / publicadas con notas por un miembro del pueblo. Publicación: Palma de Mallorca : [s.n.], 1811 (Imp. de Miguel Domingo) Texto completo

- Cartas que... dirige á su amigo D. Ignacio Lopez de Ansó sobre la antigua legislación municipal de las ciudades de Teruel y Albarracin y sus aldeas de Aragon. Valencia : Por Joseph de Orga, MDCCXCIX;  p.;8º  Texto completo

- Elementos de la geografia astronómica, natural y política de España y Portugal / por Isidoro de Antillón. Valencia : Imp. de Estevan, 1815; LVIII, 485 p., [2] h. de map. pleg.;18 cm Texto completo

- Idea de la esfera o principios de geografía astronómica. Madrid, Imprenta de Fuentenebro y compañía, 1806 Texto completo

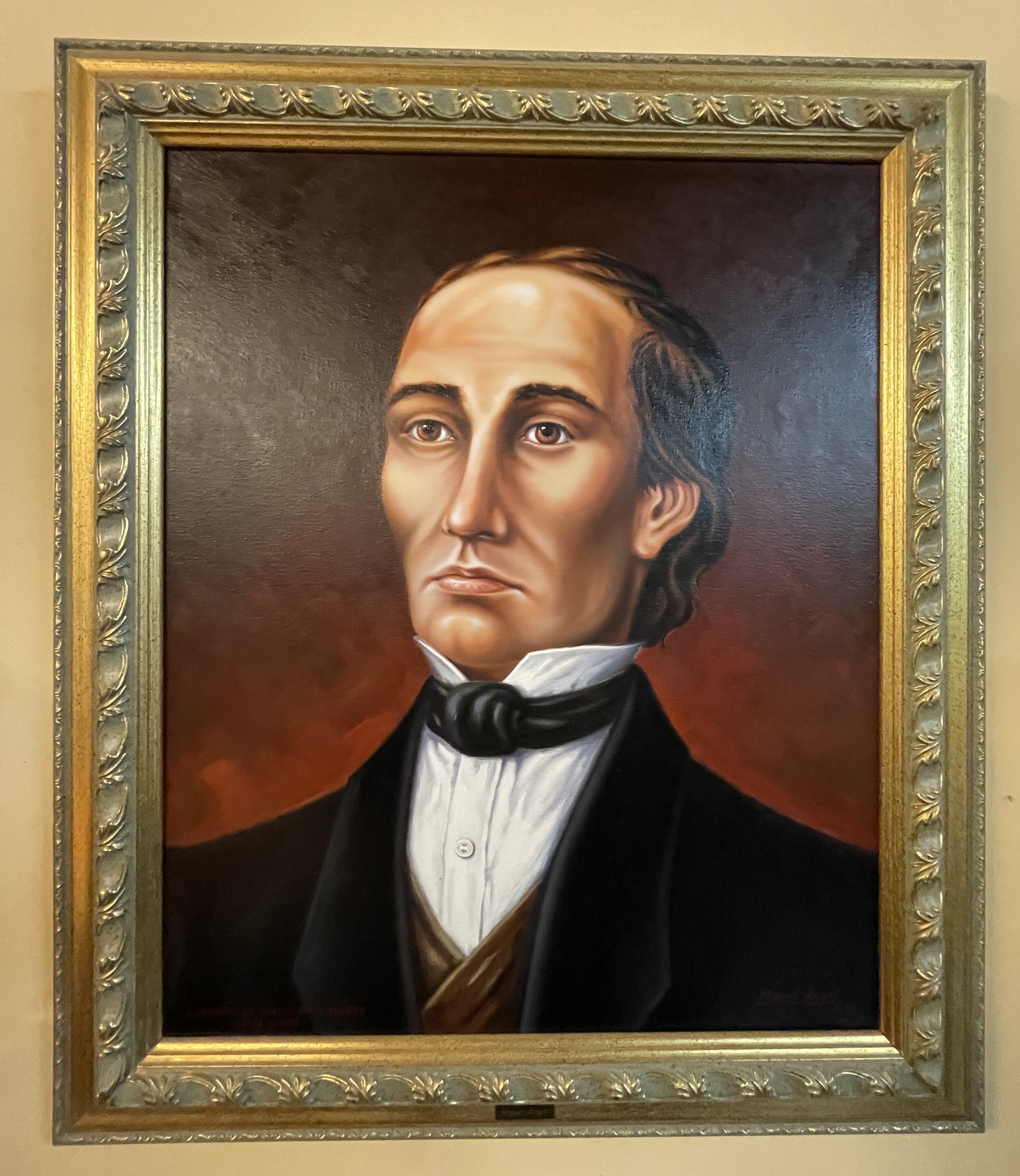
Isidoro de Antillón en un lienzo de la Biblioteca Municipal que lleva su nombre en su pueblo natal Santa Eulalia del Campo (Teruel)

- Isidoro de Antillón en un lienzo de la Biblioteca Municipal que lleva su nombre en su pueblo natal Santa Eulalia del Campo (Teruel)Juicio de un quaderno anónimo con el titulo de Elementos de geografia / lo escribe para desengaño del público Isidoro de Antillón. Madrid, Imp. de Torres, 1800; 28 p.;15 cm

- Noticias geográficas del mar Mediterráneo y de la carta que se publica baxo la dirección de Isidoro de Antillon. Valencia, José Ferrer de Orga y Comp., 1811; 31 p.;20 cm

- Noticias históricas sobre los amantes de Teruel / por Isidoro de Antillón.  Madrid, Fuentenebro y Comp., 1806; 48 p.;16 cm

- Observaciones dirigidas al mariscal de canpo [sic] D. Luis de Villaba, que interesan á todos los honbres [sic] de bien / [Isidoro de Antillon]. Mallorca: por Miguel Domingo, 1811; 29 p., [1] h. en bl.; 4º

- Principios de geografía física y civil / por Isidoro de Antillón. Madrid, Imp. Real, 1807; [16], 135 p., [2] h. de map., [1] h. de map. pleg.;17 cm Texto completo

- Quatro verdades útiles a la nación extractada de algunos escritos españoles / [por J. de A.]. Palma, Imp. de Domingo, 1810; 72 p.;14 cm

- Lo que debe preceder a las Cortes, a la Junta Suprema de Aragón / [por Isidoro de Antillón]. [S.l. : s.n.], 1810; 8 p.;18 cm

- ¿Qué es lo que importa a la España? / discurso de un miembro del populacho (Isidoro de Antillón). Mallorca, Imp. de Melchor Guasp, aprox. 1808; 16 p.;16 cm

- Ultimas reclamaciones por la razonable libertad de escribir durante el gobierno de la Junta Central / [Isidoro de Antillón]. Sevilla : [s.n.], 1810; 16 p.;18 cm

En los últimos años se han reeditado algunas obras de Isidoro de Antillón, entre las que podemos destacar las siguientes:
- Descripción del partido de Albarracín en 1795. Albarracín,Centro de Estudios de la Comunidad de Albarracín, 2006.
- Disertación sobre el origen de la esclavitud de los negros, motivos que la han perpetuado, ventajas que se le atribuyen y medios que podrían adoptarse para hacer prosperar sin ella nuestras colonias. Calamocha, Centro de Estudios del Jiloca, 2006.
- Elementos de geografía astronómica, natural y política de España y Portugal. Madrid, Instituto Nacional de Estadística, 2008.
- Noticias históricas de don Gaspar Melchor de Jovellanos. Valencia, Universidad, 1994.